# Saison 8 d'Alerte Cobra
Chronologie
Saison 7 Saison 9
Cet article présente le guide des épisodes la huitième saison de la série télévisée Alerte Cobra.

## Distribution

### Acteurs principaux
- Erdoğan Atalay : Sami Gerçan (inspecteur)
- René Steinke : Tom Kranich (inspecteur)

### Acteurs récurrents
- Charlotte Schwab : Anna Angalbert (chef de service)
- Carina Wiese : Andréa Schäffer (secrétaire)
- Dietmar Huhn : Henri Granberger (brigadier)
- Gottfried Vollmer : Boris Bonrath (brigadier)
- Siggi H : Siggi Müller (brigadier)

## Diffusion
En Allemagne, la saison a été diffusée du 9 novembre 2000 au 14 décembre 2000, sur RTL Television.
En France, la saison a été diffusée du 28 février 2001 au 28 mars 2001 sur TF1. À noter que TF1 diffusait aléatoirement les épisodes.

## Épisodes

### Épisode 1:L'amnésique
- Allemagne : 9 novembre 2000 sur RTL Television
- France : 28 février 2001 sur TF1

### Épisode 2:Meurtre d'un souteneur
- Allemagne : 16 novembre 2000 sur RTL Television
- France : 14 mars 2001 sur TF1

### Épisode 3:Une vieille histoire
- Allemagne : 23 novembre 2000 sur RTL Television
- France : 28 mars 2001 sur TF1

Un fourgon pénitentiaire est attaqué sur l'autoroute. Un des prisonniers est emmené par deux hommes. Tom et Sami sont chargés de l'affaire. Ils reçoivent l'aide de Jörg Halbert, un policier qu'Anna Angalbert connaît personnellement. 
Le corps du prisonnier échappé est retrouvé peu après, ce qui sème la confusion chez le Cobra 11, d'autant qu'il n'avait plus que quelques mois à passer derière les barreaux. Halbert comprend cependant ce qu'il s'est passé. Un criminel du nom de Schroth avait planifié l'attaque du fourgon et le policier lui avait indiqué que son frère serait dans le fourgon. Une erreur a cependant été commise et le frère du criminel n'a pas été transféré. 

### Épisode 4:Échec et mat
- Allemagne : 7 décembre 2000 sur RTL Television
- France : 7 mars 2001 sur TF1

### Épisode 5:La chance d'une vie
- Allemagne : 14 décembre 2000 sur RTL Television
- France : 21 mars 2001 sur TF1